# CLUST Kijów
CLUST Kijów (ukr. Міні-Футбольний клуб «CLUST» Київ) – nieistniejący ukraiński klub futsalu z siedzibą w stolicy kraju, mieście Kijów, działający w latach 2021–2024.

## Historia
Chronologia nazw:
- 29.11.2021: CLUST Kijów (ukr. «CLUST» Київ)
- 2023: Aurora-CLUST Kijów (ukr. «Аврора-CLUST» Київ) – po fuzji z Aurora Kijów
- 22.01.2024: klub rozwiązano

Klub futsalowy CLUST został założony w Kijowie 29 listopada 2021 roku. Swój pierwszy tytuł zespół zdobył w sierpniu 2022 roku, zdobywając mistrzostwo Kijowa.
Następnie zgłosił się do rozgrywek w Ekstra-lidze. W swoim pierwszym sezonie 2022/23 w rundzie zasadniczej drużyna zajęła drugie miejsce w grupie Centrum, ale w fazie play-off dotarła do ćwierćfinału. Ponadto w Pucharze Ukrainy przegrała w 1/8 finału.
Latem 2023 roku w wyniku fuzji z klubem Aurora Kijów powstał zjednoczony klub Aurora-CLUST. Dzięki tej fuzji w sezonie 2023/24 zespół startował w elitarnym poziomie ukraińskiego futsalu reprezentując Aurorę.
22 stycznia 2024 włodarze klubu CLUST postanowili rozwiązać swój klub, dlatego od lutego klub występował z nazwą Aurora.

## Barwy klubowe, strój i herb
|  |  |

Klub ma barwy biało-czarne. Zawodnicy domowe spotkania zazwyczaj grają w czarnych koszulkach, czarnych spodenkach oraz czarnych getrach.

## Sukcesy

### Trofea międzynarodowe
Klub jeszcze nigdy nie zakwalifikował się do rozgrywek europejskich (stan na 31-05-2024).

### Trofea krajowe
| \| \| Zdobyte trofea w rozgrywkach Ukrainy (stan na: 31-05-2024) \| |                                                            |      |          |
| Rozgrywki                                                           | Osiągnięcie                                                | Razy | Sezon(y) |
| · Mistrzostwo                                                       | I miejsce                                                  | 0    |          |
| · Mistrzostwo                                                       | II miejsce                                                 | 0    |          |
| · Mistrzostwo                                                       | III miejsce                                                | 0    |          |
| · Mistrzostwo                                                       | ćwierćfinalista                                            | 1    | 2022/23  |
| Puchar                                                              | zdobywca                                                   | 0    |          |
| Puchar                                                              | finalista                                                  | 0    |          |
| Puchar                                                              | 1/8 finału                                                 | 1    | 2022/23  |
| II liga                                                             | I miejsce                                                  | 0    |          |
| II liga                                                             | II miejsce                                                 | 0    |          |
| II liga                                                             | III miejsce                                                | 0    |          |
| Ukraina                                                             | Zdobyte trofea w rozgrywkach Ukrainy (stan na: 31-05-2024) |      |          |

- Superliga Futsalu Kijowa:
  - mistrz (1): 2022
- Puchar Niezdobytej Stolicy:
  - zwycięzca (1): 2022.

## Poszczególne sezony

### Rozgrywki międzynarodowe

#### Europejskie puchary
Nie uczestniczył w rozgrywkach europejskich.

### Rozgrywki krajowe
| \| \| Bilans występów klubu w rozgrywkach futsalowych Ukrainy (Stan na 31 maja 2024 r.) \| |                                                                                   |        |       |   |   |   |    |    |     |         |        |        |       |
| Poziom                                                                                     | Rozgrywki                                                                         | Sezony | Mecze | Z | R | P | B+ | B– | Pkt | Lata    | Awanse | Spadki | Naj.  |
| I                                                                                          | Wyszcza liha / Ekstra-liha                                                        | 1      |       |   |   |   |    |    |     | 2022/23 | 0      | 0      | 1/4 f |
| II                                                                                         | Persza liha                                                                       | 0      |       |   |   |   |    |    |     |         | 0      | 0      |       |
| III                                                                                        | Druha liha                                                                        | 0      |       |   |   |   |    |    |     |         | 0      | 0      |       |
|                                                                                            | Puchar Ukrainy                                                                    | 1      |       |   |   |   |    |    |     | 2022/23 | 0      | 0      | 1/8 f |
| Ukraina                                                                                    | Bilans występów klubu w rozgrywkach futsalowych Ukrainy (Stan na 31 maja 2024 r.) |        |       |   |   |   |    |    |     |         |        |        |       |

## Futsaliści, trenerzy, prezydenci i właściciele klubu

### Trenerzy
- do 06.2023:  Wałerij Dyrektorenko

## Struktura klubu

### Stadion
Drużyna rozgrywa swoje mecze domowe w Kijowie w Hali Kompleksu Sportowego NPU.  

## Kibice i rywalizacja z innymi klubami

### Derby
- HIT Kijów
- Sky Up Futsal Kijów